# Theodoros Dedes
Theodoros Dedes (griechisch Θεόδωρος Δέδες; * 17. Februar 1990 in Athen) ist ein griechischer Fußballtrainer.

## Karriere
Dedes bestritt seine aktive Karriere als Mittelfeldspieler, unter anderem beim 1. FC Ohmstede und dem SV Achternmeer im Landkreis Oldenburg.
Nach verschiedenen Trainerengagements, unter anderem beim BV Cloppenburg, schloss er sich 2018 der Frauenmannschaft des SV Meppen an. Zuerst Trainer der U17, übernahm er hier zur Saison 2019/20 das Cheftraineramt. Mit der A-Mannschaft stieg er in den kommenden drei Jahren zweimal in die Bundesliga auf sowie einmal aus der Bundesliga ab.
Sommer 2022 wechselte Dedes in den Männerfußball und wurde beim Drittligisten SV Waldhof Mannheim Co-Trainer. Hier assistierte er unter anderem Christian Neidhart und Rüdiger Rehm.
Sommer 2024 kehrte Dedes in den Frauenfußball zurück und übernahm das Cheftraineramt bei der TSG 1899 Hoffenheim. Er übernahm den Posten von Stephan Lerch, der ins Management wechselte. Dedes startete im Januar 2025 seine Ausbildung zur UEFA-Pro-Lizenz.

## Erfolge als Trainer
- Aufstieg in die Frauen-Bundesliga: 2020, 2022 (mit dem SV Meppen)